# بلوبيرد، بلوبيرد (رواية)
بلوبيرد، بلوبيرد هي رواية صدرت عام 2017 للكاتبة أتيكا لوك. شخصيتها الرئيسية هي حارس تكساس الأمريكي من أصل أفريقي، دارين ماثيوز، من الجزء الشرقي من الولاية، وهو يحقق في وفاة أمريكي من أصل أفريقي آخر، محامٍ من شيكاغو يُدعى مايكل رايت، في بلدة لارك. في عام 2018 حصلت الرواية على جائزة إدغار لأفضل رواية.

## مخلص
الرواية تحمل العنوان الفرعي "رواية الطريق السريع 59" حيث تدور أحداثها حول هذا الطريق. كان لدى لوك، أفراد من العائلة يعيشون في مجتمعات على طول هذا الطريق.